# Assalt de Brécourt Manor
L'Assalt de Brécourt Manor va ser un assalt dut a terme el 6 de juny de 1944 durant l'assalt paracaigudista estatunidenc durant la invasió de Normandia de la Segona Guerra Mundial contra una posició d'artilleria fixa mitjançant una petita unitat militar citada sovint com un exemple paradigmàtic de tàctica i lideratge en com una unitat petita pot superar una força enemiga major.

## Objectiu
Com a resultat de la mort del tinent Thomas Meehan III en estavellar-se el seu C-47, el comandament de la Companyia E, 2n Batalló, 506è Regiment d'Infanteria Paracaigudista de la 101a Divisió Aerotransportada tornà a l'oficial executiu de la companyia, el tinent primer Richard Winters. Després d'enllaçar amb la seva unitat al llogaret de Le Grand Chemin al matí del 6 de juny, Winters va rebre l'ordre de posar-se al capdavant de la seva companyia. Amb unes mínimes instruccions de "Hi ha foc a les cledes. Encarregui-se'n." i sense descans, Winters es trobà amb l'encàrrec de destruir una bateria d'artilleria alemanya. En principi la bateria estava formada per canons de 88mm disparant sobre la sortida 2 de Utah Beach i causant baixes entre les forces de la 4a Divisió d'Infanteria americana que avançava cap a l'interior per aquesta ruta. Diverses altres unitats havien atacat la posició alemanya anteriorment i havien estat rebutjades.
Winters va realitzar un reconeixement de la situació al voltant de les 08:30, després del qual reuní un equip de 13 homes de diverses companyies, principalment de la seva. Més enllà del coneixement de la localització general dels emplaçaments dels canons al sud de Le Grand Chemin i sense informació de l'altre costat de la cleda, l'equip de Winters atacà Brécourt Manor, a 5 km al sud-oest de la platja Utah i al nord del poble de Sainte-Marie-du-Mont. Allà descobrí la 6a Bateria del 90è Regiment d'Artilleria, consistent en quatre obusos de 105 mm connectats mitjançant trinxeres i defensats per una companyia de soldats.
Winters declarà que la unitat formava part del 6è Fallschirmjägerregiment, amb metralladores MG42. El 1r batalló del 6è Regiment s'havia traslladat des de Carentan fins a Sainte Marie-du-Mont durant el vespre, arribant després que fos fosc. La 1a Companyia del 919è Regiment de Granaders (709a Divisió d'Infanteria Estàtica) estava situada a Sainte Marie-du-Mont i era responsable de la zona. Elements del 1058è Regiment de Granaders (91a Divisió d'Infanteria) defensaven la rodalia, i l'artilleria també formava part de la divisió. El 795è Batalló Georgià, adjuntat a la divisió 709a, estava situat al nord-oest de Turqueville i és més difícil que hi fos present a causa de les dificultats del terreny. Fos quina fos la unitat que defensava la bateria, els paracaigudistes estatunidencs van haver de fer front a uns 60 soldats alemanys.
Les dotacions assignades als quatre canons de 105mm aparentment havien desertat durant la nit. L'Oberstleutnant Frederich von der Heydte, del 6è Regiment Paracaigudista alemanys, en descobrir que havien estat abandonats mentre que observava els desembarcaments a Utah Beach, viatjà fins a Carentan on ordenà al seu 1r Batalló que trobés homes perquè operessin la bateria.

## Desenvolupament tàctic

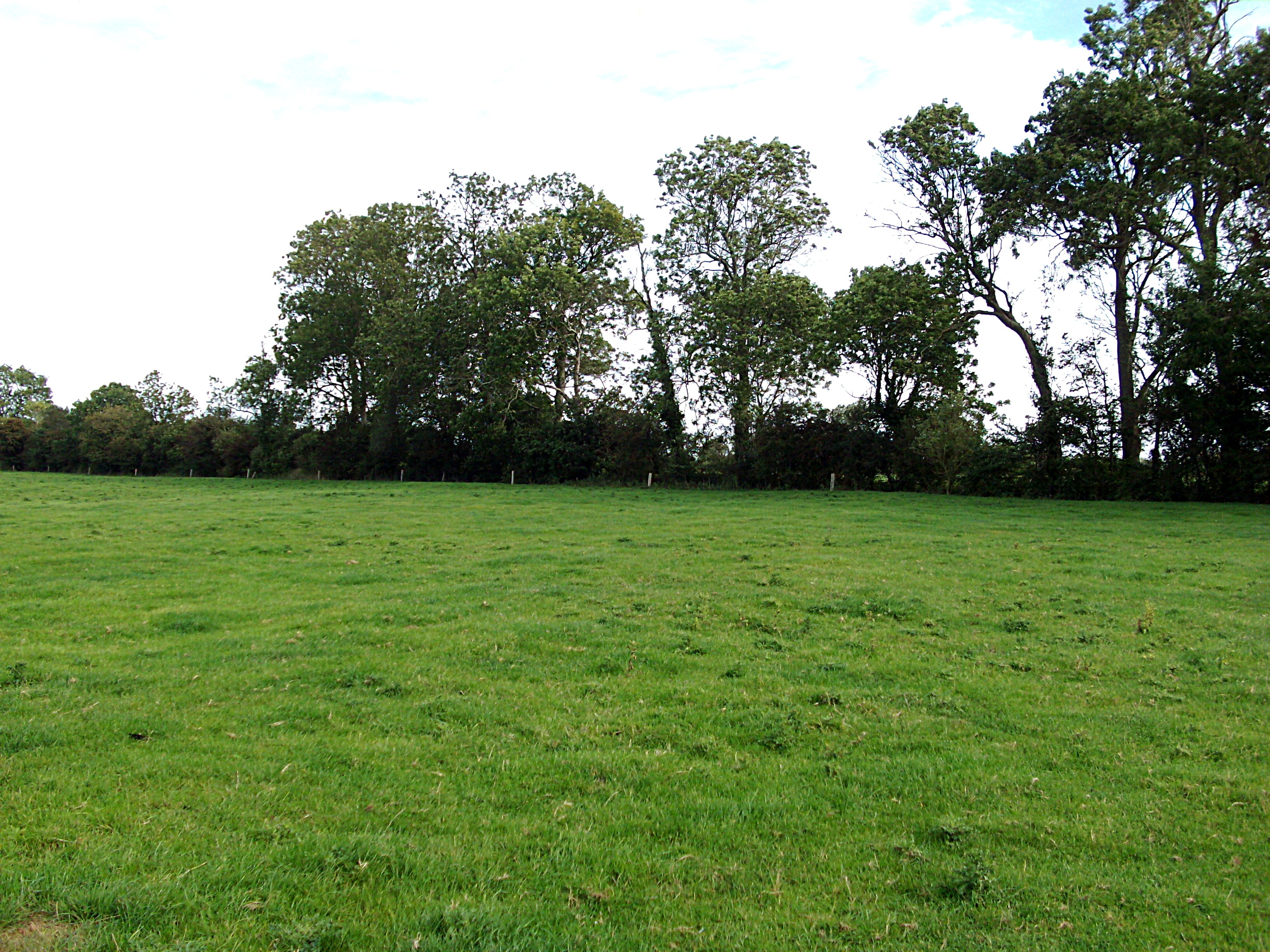
Brécourt Manor al 2010

En arribar a la localització de la bateria, Winters traça el seu pla. Posicionà un parell de metralladores M1919 de calibre .30 com a foc de cobertura i envia diversos soldats (el tinent segon Lynn D. Compton, el Pvt. Donald Malarkey i el sergent William J. Guarnere) a un flanc perquè destruïssin una posició de metralladores amb granades i poguessin donar foc de cobertura.
Mentre que les trinxeres que connectaven les posicions d'artilleria donaven als alemanys una manera segura de portar subministraments i reforçar els canons, també es demostraren com el seu principal punt feble. Després de destruir la primera posició artillera, Winters i la resta dels seus homes empraren les trinxeres com a camins coberts per atacar la resta de canons un a un. Cada canó va ser destruït amb una càrrega de trinitrotoluè a l'ànima i fent servir granades de pal per detonar les càrregues.
Arribaren reforços de la Companyia D, encapçalats pel 2LT Ronald C. Speirs, per tal de completar l'assalt sobre el quart i darrer canó. Speirs tenia una reputació de ser un oficial excel·lent i extremament agressiu, i llançà els seus homes contra la posició del canó corrent fora de les trinxeres i exposant-se ell mateix al foc enemic.
Després que els canons fossin destruïts, l'equip de Winters caigué sota el foc de metralladores de Brécourt Manor i es retirà. Winters havia descobert un mapa alemany en un dels emplaçaments que senyalava les localitzacions de totes les posicions d'artilleria i de metralladores a tota aquella zona de la península de Cotentin. Va ser una troballa de valor incalculable per la intel·ligència, i un cop tornà a Le Grand Chemin el donà a l'oficial d'intel·ligència del 2n Batalló (S-2) (i amic personal seu) el tinent Lewis Nixon. Nixon, adonant-se que era una peça d'intel·ligència essencial, va córrer 5m fins a Utah Beach i va passar la informació a la cadena de comandament. El comandament quedà tan bocabadat amb la informació donada per Nixon i Winters que envià els primers dos tancs perquè s'hi arribessin per donar suport als paracaigudistes.
Winters també dirigí el foc de dos tancs que arribaren posteriorment des de Utah Beach per eliminar la resistència alemanya que quedava.
Winters va perdre un home, el PFC John D. Halls, d'una secció de morters de 81mm; i el Private Robert "Popeye" Wynn va ser ferit durant l'atac (Wynn va ser evacuat a Ang posteriorment, es recuperà de la seva ferida i tornà amb la Companyia Easy just abans de l'operació Horta. Una altra baixa va ser el sots-oficial Andrew Hill, que va ser mort metre anava cap a la batalla buscant el quarter general del 506è PIR. "Rusty" Houch, de la companyia F, que anava amb Speirs, també va resultar mort, igual que un altre soldat desconegut i un altre que va ser ferit.

## Després del combat
Les tropes que desembarcaren a Utah Beach relativament van tenir un desembarcament senzill, a causa del seu èxit a l'assalt. El coronel Robert Sink, comandant del 506è PIR, recomanà a Winters per a la Medalla d'Honor, però només se li concedí la Creu del Servei Distingit a causa de la política d'una única Medalla d'Honor per divisió (la qual va ser atorgada al tinent coronel Robert G. Cole.)
L'agost del 2010 s'estrenà a Salem (Oregon) un documental produït per Vace Day titulat "The Battle at Brecourt Manor", que comptà amb la presència de Donald Malarkey, veterà de la Companyia E i que participà en el combat de Brécourt Manor. Lynn "Buck" Compton també col·labora en les exhibicions de "The Battle at Brecourt Manor"
El combat de Brécourt Manor apareix al segon episodi de la sèrie Band of Brothers.

## Medalles concedides
Creu del Servei Distingit
- 1LT (posteriorment Maj.) Richard Winters

 Estrella de Plata
- 2LT (posteriorment 1Lt.) Lynn "Buck" Compton
- SGT (posteriorment S/Sgt.) William "Wild Bill" Guarnere
- PFC Gerald Lorraine

 Estrella de Bronze
- SGT (posteriorment 2Lt.) Carwood Lipton
- PVT (posteriorment Sgt.) Robert "Popeye" Wynn
- PVT Cleveland Petty
- PVT (Posteriorment Sgt.) Walter Hendrix
- PVT (posteriorment T/Sgt.) Donald Malarkey
- PVT (posteriorment Sgt.) Myron Ranney
- PVT (posteriorment T/5) Joseph Liebgott
- PVT John Plesha
- CPL (posteriorment S/Sgt.) Joe Toye
- SGT Julius "Rusty" Houck

 Cor Porpra
- PVT (posteriorment Sgt.) Robert "Popeye" Wynn
- PFC John D. Halls
- W-1 Andrew Hill
- SGT Julius "Rusty" Houck